# Emilio Salgari
Emilio Salgari (Verona, 21 augustus, 1862 – Turijn, 25 april, 1911) was een Italiaanse schrijver die vele avonturenboeken schreef. Hij schreef zo'n tweehonderd boeken met exotische locaties en helden (uit vele verschillende culturen).
Salgari was vooral populair in Italië, Portugal en Spaanssprekende landen, waar hij bekendstond als de "Italiaanse Jules Verne". In de rest van de wereld bleef hij vrij onbekend en ondanks de verkoop van miljoenen boeken werd hij er zonder goed financieel inzicht niet beter op. Salgari pleegde zelfmoord (ongeveer op de Japanse seppuku-manier) in 1911 in Turijn.

### Pirates of Malaysia (Sandokan)
- I Misteri della Jungla Nera (Het Mysterie van de Zwarte Jungle) (1895)
- Le Tigri di Mompracem (De Tijgers van Mompracem) (1900)
- I Pirati della Malesia (De Piraten van Maleisië) (1896)
- Le due Tigri (De Twee Tijgers) (1904)
- Il Re del Mare (De Koning van de Zee) (1906)
- Alla conquista di un impero (De Zoektocht naar de Troon) (1907)
- Sandokan alla riscossa (Sandokan Vecht Terug) (1907)
- La riconquista del Mompracem (De Terugkeer naar Mompracem) (1908)
- Il Bramino dell'Assam (De Brahman van Assam) (1911)
- La caduta di un impero (De Val van een Imperium) (1911)
- La rivincita di Yanez (De Wraak van Yanez) (1913)

### The Black Corsair Serie
- Il Corsaro Nero (The Black Corsair) (1898)
- La regina dei Caraibi (Queen of The Caribbean) (1901)
- Jolanda, la figlia del Corsaro Nero (Yolanda Daughter of The Black Corsair) (1905)
- Il figlio del Corsaro Rosso (Son of the Red Corsair) (1908)
- Gli ultimi filibustieri (The Last Pirates) (1908)

### The Pirates of Bermuda Serie
- I corsari delle Bermude (1909)
- La crociera della Tuonante (1910)
- Straordinarie avventure di Testa di Pietra (1915)

### Adventures in the Old West Serie
- Sulle frontiere del Far-West (1908)
- La scotennatrice (1909)
- Le selve ardenti (1910)

### Andere serie

#### Two sailors
- Il Tesoro del Presidente del Paraguay (1894)
- Il Continente Misterioso (1894)

#### Il Fiore delle Perle
- Le stragi delle Filippine (1897)
- Il Fiore delle Perle (1901)

#### I figli dell'aria
- I Figli dell'Aria (1904)
- Il Re dell'Aria (1907)

#### Capitan Tempesta
- Capitan Tempesta (1905)
- Il Leone di Damasco (1910)

## Andere avonturen
- La favorita del Mahdi (1887)
- Duemila Leghe sotto l'America (1888)
- La scimitarra di Budda (1892)
- I pescatori di balene (1894)
- Le novelle marinaresche di Mastro Catrame (1894)
- Un dramma nell'Oceano Pacifico (1895)
- Il re della montagna (1895)
- I naufraghi del Poplador (1895)
- Al Polo Australe in velocipede (1895)
- Nel paese dei ghiacci (1896)
- I drammi della schiavitù (1896)
- Il re della Prateria (1896)
- Attraverso l'Atlantico in pallone (1896)
- I naufragatori dell'Oregon (1896)
- I Robinson italiani (1896)
- I pescatori di Trepang (1896)
- Il capitano della Djumna (1897)
- La rosa del Dong-Giang (1897)
- La città dell'oro (1898)
- La Costa d'Avorio (1898)
- Al Polo Nord (1898)
- La capitana del Yucatan (1899)
- Le caverne dei diamanti (1899)
- Le avventure di un marinaio in Africa (1899)
- Il figlio del cacciatore d'orsi (1899)
- Gli orrori della Siberia (1900)
- I minatori dell'Alaska (1900)
- Gli scorridori del mare (1900)
- Avventure fra le pellirosse (1900)
- La Stella Polare e il suo viaggio avventuroso (1901)
- Le stragi della China (1901)
- La montagna d'oro (1901)
- I naviganti della Meloria (1902)
- La montagna di luce (1902)
- La giraffa bianca (1902)
- I predoni del Sahara (1903)
- Le pantere di Algeri (1903)
- Sul mare delle perle (1903)
- L'uomo di fuoco (1904)
- I solitari dell'Oceano (1904)
- La città del re lebbroso (1904)
- La gemma del fiume rosso (1904)
- L'eroina di Port Arthur (1904)
- Le grandi pesche nei mari australi (1904)
- La sovrana del campo d'oro (1905)
- La Perla Sanguinosa (1905)
- Le figlie dei Faraoni (1905)
- La Stella dell'Araucania (1906)
- Le meraviglie del Duemila (1907)
- Il tesoro della montagna azzurra (1907)
- Le aquile della steppa (1907)
- Sull'Atlante (1907)
- Cartagine in fiamme (1908)
- Una sfida al Polo (1909)
- La Bohème italiana (1909)
- Storie rosse (1910)
- I briganti del Riff (1911)
- I predoni del gran deserto (1911)